# Локулі
Локулі (італ. Loculi, сард. Lòcula) — муніципалітет в Італії, у регіоні Сардинія,  провінція Нуоро.
Локулі розташоване на відстані близько 300 км на південний захід від Рима, 140 км на північ від Кальярі, 26 км на схід від Нуоро.
Населення — 523 особи (2014).

## Демографія
Населення за роками:

Станом на 1 січня 2023 року в муніципалітеті офіційно проживало 14 іноземців з 2 країн, серед них 4 громадяни країн Євросоюзу.

## Сусідні муніципалітети
- Гальтеллі
- Ірголі
- Лула